# Бирюков, Борис Николаевич (Герой Советского Союза)
Борис Николаевич Бирюков (1918—1995) — капитан Советской Армии, участник Великой Отечественной войны, лётчик-испытатель, Герой Советского Союза (1957).

## Биография
Борис Бирюков родился 2 августа 1918 года в Москве. После окончания семи классов школы и школы фабрично-заводского ученичества в 1935 году работал на машиностроительном заводе слесарем, токарем, наладчиком станков, мастером смены. В 1937 году окончил планерную школу, в 1938 году — Кировский аэроклуб в Москве. В феврале 1939 года был призван на службу в Рабоче-крестьянскую Красную Армию. В том же году окончил Борисоглебскую военную авиационную школу лётчиков, проходил службу в строевых частях военно-воздушных сил Закавказского военного округа.
Участвовал в Великой Отечественной войне. В декабре 1941 года — марте 1942 года командовал звеном 270-го истребительного авиаполка Крымского фронта. Летал на истребителе «И-153», на котором сбил около 10 вражеских самолётов. В 1942—1943 годах Бирюков командовал звеном 25-го запасного авиаполка, с 1943 года был заместителем командира эскадрильи 71-го перегоночного авиаполка Закавказского фронта. Участвовал в перегонке на фронт из Ирана поставленные по лендлизу истребители «Аэрокобра», «Кингкобра», «Спитфайр».
После окончания войны некоторое время продолжал службу в Советской Армии. В марте 1946 года в звании старшего лейтенанта Бирюков был уволен в запас, впоследствии ему было присвоено звание капитана запаса. Работал пилотом в Средне-Азиатском управлении Гражданского воздушного флота, впоследствии был командиром авиационного отряда и главным пилотом-инспектором Гидрометеослужбы.
С 1953 по декабрь 1958 года Бирюков был лётчиком-испытателем авиационного завода № 153 в Новосибирске, испытывал серийные реактивные истребители «МиГ-17», «МиГ-19» и их различные модификации.
Указом Президиума Верховного Совета СССР от 1 мая 1957 года за «мужество и героизм, проявленные при испытании новой авиационной техники» Борис Бирюков был удостоен высокого звания Героя Советского Союза с вручением ордена Ленина и медали «Золотая Звезда» за номером 11138.
В том же году ему была присвоена квалификация «Лётчик-испытатель 1-го класса».
После ухода с лётной работы до 1961 года был руководителем полётов на том же заводе. С середины 1960-х годов проживал в Москве, работал экспертом Торгово-промышленной палаты.
Скончался 8 декабря 1995 года. Согласно завещанию, прах развеян над Москвой. На Николо-Архангельском кладбище установлен кенотаф.
Был также награждён орденами Красного Знамени, Отечественной войны 1-й и 2-й степеней, Красной Звезды, а также рядом медалей.